# Figueira de Castelo Rodrigo
Figueira de Castelo Rodrigo é uma vila raiana portuguesa pertencente ao Distrito da Guarda, na antiga província da Beira Alta, região do Centro (Região das Beiras) e sub-região das Beiras e Serra da Estrela.
A vila é sede do Município de Figueira de Castelo Rodrigo que tem 508,58 km² de área e 5.044 habitantes (2023), subdividido em 10 freguesias. O município é limitado a norte pelo município de Freixo de Espada à Cinta, a leste pela Espanha, a sul por Almeida, a sudoeste e oeste por Pinhel e a noroeste por Vila Nova de Foz Côa.
Tendo como pontos mais elevados no seu território a aldeia histórica de Castelo Rodrigo e a Serra da Marofa, com o seu Cristo Rei, estátua colocada no topo da Serra em julho de 1956, sendo banhado por três rios: Rio Douro, Rio Águeda e Rio Côa, e ainda pelas albufeiras da barragem de Santa Maria de Aguiar e da barragem da Vermiosa.
O concelho teve foral em 1209, sendo até 1836 a sua sede na freguesia de Castelo Rodrigo.

## Acessos Rodoviários
- Lisboa > Figueira de Castelo Rodrigo
  - Distância - 380Km
  - Percurso - A1 - A23 - A25 - N324 - N340 - N332 - N221
- Porto > Figueira de Castelo Rodrigo
  - Distância - 261Km
  - Percurso - IC23 - IP1 - A25 - N324 - N340 - N332 - N221
- Salamanca > Figueira de Castelo Rodrigo
  - Distância - 157Km
  - Percurso - SA20 - A62 - N620 - A25 - N332 - N221

## Infraestruturas
Atualmente, é possível enunciar um conjunto variado de infraestruturas destinadas à satisfação das necessidades básica da população, ao lazer e à cultura e outras, de criação mais recente, apontadas no sentido do progresso e da modernidade económicos da região, bem como da prevenção dos problemas sociais e ambientais. Merecem assim ser destacados:
- A Serra da Marofa é percorrida pelo rio Côa, ficando essencialmente no concelho de Figueira de Castelo Rodrigo e perto de Pinhel. A zona é caracterizada pela existência de uma grande biodiversidade, de onde se destacam, na fauna, o falcão, a lebre/coelho e a perdiz, e na flora, a amendoeira, a oliveira e o pinheiro.
- O Centro Interpretativo da Batalha de Castelo Rodrigo, inaugurado em 2022, pretende reavivar a memória de um dos acontecimentos militares mais decisivos e importantes da Guerra da Restauração: a Batalha de Castelo Rodrigo. Ao longo de seis núcleos, o visitante imerge no espaço e no tempo desta terra de fronteira, no contexto que conduz Portugal ao domínio filipino a partir de 1580, em que desempenharam papel relevante os Marqueses de Castelo Rodrigo, na Restauração da Independência a 1 de dezembro de 1640, na subsequente Guerra da Restauração que termina com a assinatura do Tratado de Paz entre Portugal e Espanha em 1668, onde ocupa lugar de destaque a Batalha de Castelo Rodrigo, travada em 7 de julho de 1664
- A albufeira de Santa Maria de Aguiar, cuja origem remonta à concretização, em 1979, de  um projeto de represamento das águas da ribeira de Aguiar com vista à sua distribuição pela maior parte possível da população do município, empreendimento que veio a transformar-se num local de lazer para os adeptos da pesca desportiva e num pólo de atração turística para os amantes da avifauna e dos desportos aquáticos que aí costumam ser organizados.
- A mini-hídrica de Nossa Senhora de Monforte, tratando-se de uma pequena barragem existente no rio Côa, próximo da capela dedicada àquela divindade dentro dos limites da freguesia de Colmeal, e cuja construção foi levada a cabo no ano de 1992.
- O Parque Industrial, implantado junto à N332, uma das principais vias rodoviárias de comunicação com os grandes centros nacionais, através das autoestradas A25 e A23, e com a Espanha, através da proximidade da fronteira de Vilar Formoso.
- O Ecocentro de Figueira de Castelo Rodrigo situado junto do Parque Industrial, um espaço amplo, vedado e devidamente vigiado que é composto por um conjunto de contentores de recolha seletiva de resíduos, que pelas suas dimensões ou características não podem ser depositados pelos Ecopontos, nem recolhidos pelos meios normais.
- O Ninho de Empresas do Conhecimento, uma infraestrutura de serviços municipais com vista à fixação dos jovens com idades compreendidas entre os 22 e 35 anos, licenciados ou com formação superior especializada, pretendendo-se que sirva de plataforma dirigida às suas capacidades de criatividade, iniciativa e empreendimento a aplicar na região.
- O Gabinete Técnico Florestal que se destina a proporcionar meios de divulgação e atualização permanente de planos de defesa da floresta contra incêndios.
- O Complexo Municipal de Piscinas Cobertas, um espaço destinado ao lazer constituído por dois tanques e respetivos balneários, gabinete de assistência, jacuzzi, áreas técnicas, bar e esplanadas.
- O Pavilhão dos Desportos é um equipamento com ginásio e uma superfície de jogo multidisciplinar, contando também com auditórios e diversas salas.
- O Estádio Municipal de Figueira de Castelo Rodrigo, situado na EN221, é a casa do Ginásio Clube Figueirense, com capacidade para cerca de 2000 pessoas, tendo também ginásio, jacuzzi, sauna e banho turco.

## População
| Número de habitantes | Número de habitantes | Número de habitantes | Número de habitantes | Número de habitantes | Número de habitantes | Número de habitantes | Número de habitantes | Número de habitantes | Número de habitantes | Número de habitantes | Número de habitantes | Número de habitantes | Número de habitantes | Número de habitantes | Número de habitantes | Número de habitantes |
| -------------------- | -------------------- | -------------------- | -------------------- | -------------------- | -------------------- | -------------------- | -------------------- | -------------------- | -------------------- | -------------------- | -------------------- | -------------------- | -------------------- | -------------------- | -------------------- | -------------------- |
|                      | 1864                 | 1878                 | 1890                 | 1900                 | 1911                 | 1920                 | 1930                 | 1940                 | 1950                 | 1960                 | 1970                 | 1981                 | 1991                 | 2001                 | 2011                 | 2021                 |
| Global *             | 12 180               | 13 242               | 14 674               | 14 716               | 15 609               | 13 741               | 13 339               | 14 591               | 14 912               | 13 237               | 8 945                | 9 140                | 8 105                | 7 158                | 6 260                | 5 148                |
| 0-14 Anos **         |                      |                      |                      | 5 202                | 5 616                | 4 583                | 4 452                | 4 628                | 4 175                | 3 591                | 2 115                | 1 789                | 1 317                | 882                  | 672                  | 508                  |
| 15-24 Anos **        |                      |                      |                      | 2 631                | 2 603                | 2 355                | 2 418                | 2 340                | 2 471                | 1 946                | 1 195                | 1 321                | 974                  | 885                  | 590                  | 392                  |
| 25-64 Anos **        |                      |                      |                      | 6 134                | 6 439                | 5 796                | 5 794                | 6 443                | 6 761                | 6 349                | 4 110                | 4 126                | 3 760                | 3 239                | 2 955                | 2 292                |
| = ou > 65 Anos **    |                      |                      |                      | 675                  | 847                  | 898                  | 1 021                | 1 001                | 1 165                | 1 351                | 1 525                | 1 904                | 2 054                | 2 152                | 2 043                | 1 956                |

* População residente; ** População presente (1900-1950)

## Freguesias

Freguesias do município de Figueira de Castelo Rodrigo.

O município de Figueira de Castelo Rodrigo divide-se em 10 freguesias:
- Algodres, Vale de Afonsinho e Vilar de Amargo
- Almofala e Escarigo
- Castelo Rodrigo
- Cinco Vilas e Reigada
- Colmeal e Vilar Torpim
- Escalhão
- Figueira de Castelo Rodrigo
- Freixeda do Torrão, Quintã de Pêro Martins e Penha de Águia
- Mata de Lobos
- Vermiosa

#### Aldeias anexas
- Barca d'Alva (Escalhão)
- Bizarril (Colmeal)
- Luzelos (Colmeal)
- Milheiro (Colmeal)
- Nave Redonda (Castelo Rodrigo)

## Política

### Eleições autárquicas[7]
| Data | %      | V      | %       | V       | %     | V     | %              | V            | %              | V  | %              | V | Participação |                |
| Data | CDS-PP | CDS-PP | PPD/PSD | PPD/PSD | PS    | PS    | FEPU/APU/CDU   | FEPU/APU/CDU | BE             | BE | L              | L | Participação |                |
| ---- | ------ | ------ | ------- | ------- | ----- | ----- | -------------- | ------------ | -------------- | -- | -------------- | - | ------------ | -------------- |
| Data | 1976   | 33,98  | 2       | 26,02   | 2     | 25,96 | 1              | 5,16         | -              |    |                |   |              | 51,46 / 100,00 |
| 1979 | 29,72  | 2      | 41,45   | 2       | 19,88 | 1     | 3,81           | -            | 63,62 / 100,00 |    |                |   |              |                |
| 1982 | 22,70  | 1      | 39,10   | 2       | 29,26 | 2     | 2,62           | -            | 66,86 / 100,00 |    |                |   |              |                |
| 1985 | 27,69  | 1      | 58,44   | 4       | 8,15  | -     | 2,03           | -            | 61,74 / 100,00 |    |                |   |              |                |
| 1989 | 6,48   | -      | 35,17   | 2       | 53,49 | 3     | 0,96           | -            | 72,84 / 100,00 |    |                |   |              |                |
| 1993 | 2,44   | -      | 35,40   | 2       | 57,36 | 3     | 0,61           | -            | 73,62 / 100,00 |    |                |   |              |                |
| 1997 |        |        | 53,10   | 3       | 42,13 | 2     | 0,93           | -            | 74,46 / 100,00 |    |                |   |              |                |
| 2001 | 52,57  | 3      | 42,67   | 2       | 1,04  | -     | 77,62 / 100,00 |              |                |    |                |   |              |                |
| 2005 | 54,38  | 3      | 41,19   | 2       | 0,64  | -     | 0,64           | -            | 77,33 / 100,00 |    |                |   |              |                |
| 2009 | 55,42  | 3      | 40,50   | 2       | 0,88  | -     |                |              | 72,70 / 100,00 |    |                |   |              |                |
| 2013 | 38,67  | 2      | 56,62   | 3       | 0,75  | -     | 73,48 / 100,00 |              |                |    |                |   |              |                |
| 2017 | 1,01   | -      | 41,79   | 2       | 52,89 | 3     | 0,64           | -            | 74,24 / 100,00 |    |                |   |              |                |
| 2021 | 2,61   | -      | 47,63   | 3       | 45,41 | 2     | 0,61           | -            | 0,23           | -  | 73,23 / 100,00 |   |              |                |

### Eleições legislativas
| Data | %     | %     | %     | %     | %     | %     | %       | %     | %    | %     | %    | %   | %       | % | %  | %  |  |
| Data | PS    | CDS   | PSD   | PCP   | UDP   | AD    | APU/CDU | FRS   | PRD  | PSN   | B.E. | PAN | PSD CDS | L | CH | IL |  |
| ---- | ----- | ----- | ----- | ----- | ----- | ----- | ------- | ----- | ---- | ----- | ---- | --- | ------- | - | -- | -- |  |
| Data | 1976  | 28,21 | 27,57 | 25,59 | 2,43  | 1,39  |         |       |      |       |      |     |         |   |    |    |  |
| 1979 | 24,84 | AD    | AD    | APU   | 0,96  | 62,48 | 4,10    |       |      |       |      |     |         |   |    |    |  |
| 1980 | FRS   | AD    | AD    | APU   | 0,68  | 64,38 | 3,79    | 24,28 |      |       |      |     |         |   |    |    |  |
| 1983 | 33,08 | 19,08 | 38,93 | APU   | 0,34  |       | 3,13    |       |      |       |      |     |         |   |    |    |  |
| 1985 | 23,38 | 15,32 | 41,55 | APU   | 0,67  | 3,69  | 7,82    |       |      |       |      |     |         |   |    |    |  |
| 1987 | 15,57 | 4,44  | 69,83 | CDU   | 0,30  | 1,53  | 1,91    |       |      |       |      |     |         |   |    |    |  |
| 1991 | 24,20 | 4,37  | 64,60 | CDU   |       | 1,46  | 0,56    | 1,09  |      |       |      |     |         |   |    |    |  |
| 1995 | 42,69 | 6,69  | 44,59 | CDU   | 0,60  | 1,80  |         | 0,43  |      |       |      |     |         |   |    |    |  |
| 1999 | 45,95 | 6,38  | 42,28 | CDU   |       | 1,58  |         | 0,60  |      |       |      |     |         |   |    |    |  |
| 2002 | 36,60 | 5,65  | 52,97 | CDU   | 1,49  | 0,51  |         |       |      |       |      |     |         |   |    |    |  |
| 2005 | 46,26 | 4,74  | 40,63 | CDU   | 1,68  | 1,91  |         |       |      |       |      |     |         |   |    |    |  |
| 2009 | 38,05 | 7,57  | 42,02 | CDU   | 1,37  | 5,20  |         |       |      |       |      |     |         |   |    |    |  |
| 2011 | 30,29 | 7,46  | 53,33 | CDU   | 1,59  | 2,57  | 0,35    |       |      |       |      |     |         |   |    |    |  |
| 2015 | 38,88 | PSD   | CDS   | CDU   | 2,74  | 5,46  | 0,95    | 44,56 | 0,19 |       |      |     |         |   |    |    |  |
| 2019 | 41,17 | 4,27  | 38,42 | CDU   | 2,04  | 5,61  | 0,93    |       | 0,22 | 0,78  | 0,33 |     |         |   |    |    |  |
| 2022 | 45,65 | 2,07  | 37,50 | CDU   | 0,94  | 2,14  | 0,47    | 0,47  | 7,32 | 1,05  |      |     |         |   |    |    |  |
| 2024 | 31,70 | AD    | AD    | CDU   | 39,10 | 0,72  | 1,61    | 0,33  | 1,05 | 18,99 | 1,15 |     |         |   |    |    |  |

## História
Trata-se de um território cujo povoamento remonta à fase final da Pré-história, à Proto-história e à época romana. Além do lugar da Faia, na freguesia de Vale de Afonsinho, que se integra no complexo de arte rupestre do vale do rio Côa, portanto de mais remota ocupação, os casos mais representativos da fixação humana durante os períodos mencionados, são alguns povoados de altura típicos da cultura castreja, tais como o lugar do Rodo do Castelão, situado no limite da freguesia de Escalhão, fronteiro com o da freguesia de Vilar de Amargo, onde também se recolheram vestígios que pertenceram à Pré-história recente, o lugar de Santo André, situado na freguesia de Almofala, que é apontado como o povoado indígena mais importante da região e onde terá existido um santuário proto-histórico a que podem estar associados os  berrões  que lá se avistam, à mistura com abundantes vestígios da época romana, o sítio da serra da Marofa, com vestígios há muito assinalados que confirmam a existência de um castro e onde se recolheram também provas claras da cultura romana, o local da Palumbeira, na freguesia das Cinco Vilas, provavelmente um povoado mineiro e onde foram recolhidos materiais cerâmicos do calcolítico e da Idade do Ferro, o local designado de Castelo em Algodres, com vestígios do calcolítico, o sítio de Santa Bárbara, na mesma freguesia, com sinais de ocupação na Idade do Ferro, o sítio do Castelo em Escalhão, de que só resta o topónimo, e o local designado de Fortaleza, na freguesia de Escarigo, entre a ribeira com o mesmo nome e a de Tourões.
No lugar da torre dos frades ou casarão da torre, na freguesia de Almofala foram descobertos, em escavações efetuadas em 1997, importantes vestígios de ocupação romana, designadamente uma ara que, a ter sido construída no próprio local, serviu para o assinalar como a «civitas cobelcorum», isto é «a cidade dos cobelcos», um povo cuja existência era conhecida, mas cuja localização era um mistério.
Da época visigótica, à exceção do topónimo Escarigo, provavelmente de origem hispano-visigótica, não existem dados acerca de eventuais alterações na ocupação e organização do espaço relativamente à época romana. Pouco se sabe também a respeito da dominação árabe, senão através de raros vestígios na arquitetura em Castelo Rodrigo e nas numerosas referências aos mouros no foral deste (indicadores que servem apenas para confirmar a sua existência aí antes do século XIII), bem como através dos topónimos Almofala e Algodres que se supõe terem origem na língua árabe.

Reino de Leão.

Após a dominação árabe, esta parcela de Riba-Côa recebeu especial atenção por parte da monarquia leonesa, cuja preocupação, na linha da reconquista cristã, era fixar a população e fortalecer as povoações. Nesse sentido, no início do século XIII, o rei de Leão, Afonso IX, empreendeu a construção de uma fortaleza sobre a colina de Castelo Rodrigo constituída por uma cintura de torres semicirculares e de uma imponente torre albarrã e concedeu aos seus moradores, em 1209, o seu primeiro foral. Posto que Riba-Côa já seria, por outro lado, uma região de «forte radicação portuguesa»., viveu-se aqui, durante perto de um século, um período de indefinição política e disputa pela soberania entre as duas realezas
Em 1296 o rei português, D. Dinis, tomou a povoação e logo planeou para a ela algumas inovações arquitetónicas de modo a torná-la segura e poderosa, mas também com o objetivo de lhe imprimir uma marca clara da sua soberania.
A 12 de Setembro de 1297 o tratado de paz luso-leonês celebrado na vila de Alcanizes, veio confirmar as expectativas de D. Dinis: Castelo Rodrigo, entre outras povoações de Riba-Côa e da raia alentejana, passava definitivamente para a soberania portuguesa. Nos séculos que se seguiram, a região continuou a merecer a atenção dos monarcas portugueses, sendo de destacar D. Fernando, que na preparação das guerras com Castela ordenou que fossem reparadas as muralhas de Castelo Rodrigo e, para incrementar o comércio no concelho, criou aí uma feira que começou por se fazer junto do castelo, mas que devido à aspereza do terreno se transferiu para  o lugar da figueira, isto é a aldeia de São Vicente de Figueira.

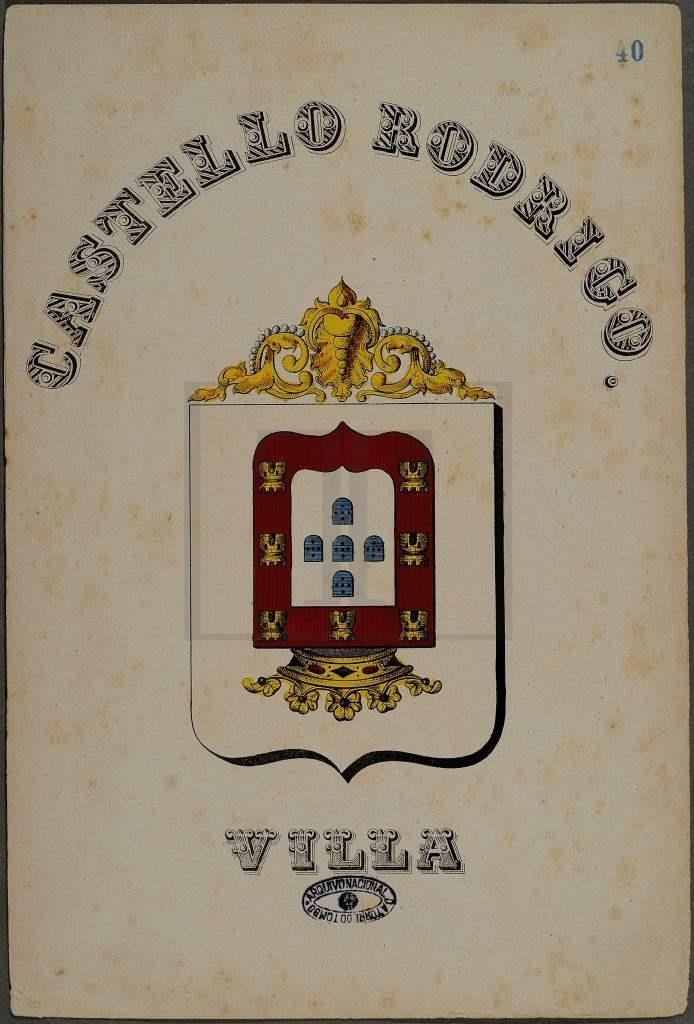
Anterior brasão de Castelo Rodrigo com as armas reais invertidas, dada pela traição a D. João I durante a crise de 1383-1385.

A Guerra que precedeu o reinado de D. João I e o próprio estado de abandono a que este rei votara à região, levou a praça à ruína e ao despovoamento do seu termo, durante mais de um século.
Coube a D. Manuel I renovar a atenção régia pela praça e dar novo alento ao concelho. Com efeito, nos começos de 1508 o monarca entendeu mandar restaurar a torre de menagem e avaliar o estado da fortaleza e, em 25 de Junho do mesmo ano concedeu-lhe novo foral, doando a vila a seu filho, o infante D. Duarte. Abria-se assim um novo ciclo de progresso na história do concelho que século e meio depois viria a ser quebrado com a guerra da Restauração.
Durante a maior parte domínio filipino, a estabilidade manteve-se e a região prosperou, apesar dos descontentamentos perante a monarquia dualista, mas o golpe de 1 de Dezembro de 1640 veio transformar esta zona fronteiriça num espaço de repetidos acontecimentos dramáticos que espalharam terror entre as populações, sendo raros os povoados que escaparam às pilhagens e aos incêndios praticados pelos castelhanos. Logo em 1642 os castelhanos queimaram os lugares de Escarigo, Almofala e Mata de Lobos. Estudos demográficos, centrados em dados relativos às povoações de Almeida, Castelo Rodrigo e Escalhão revelam que a população de Riba-Côa sofreu entre 1640 e 1648 uma elevada taxa de mortalidade, tanto em consequência direta das refregas raianas, como do retrocesso económico daí decorrente que conduziu a crises de subsistência e a doenças. Neste ambiente de desespero e martírio, muitos foram os moradores que deram provas de coragem e perseverança, cumprindo aqui realçar o célebre combate de Escalhão, em 1648, em que a população civil se barricou num reduto junto à igreja matriz, suportando quatro meses de assédio de 4500 infantes e 800 cavalos e acabou por obrigar o inimigo a retirar. A batalha de Castelo Rodrigo, em 1664, trouxe a vitória decisiva das armas portuguesas e a glória dos que nela participaram perpetua-se nos padrões erguidos no campo da Salgadela, freguesia de Mata de Lobos, onde se feriu a batalha, e em Castelo Rodrigo, em homenagem à heróica resistência da sua escassa guarnição de 150 soldados às primeiras investidas do duque de Alba.
Sofreu ainda a população do outrora concelho de Castelo Rodrigo com os efeitos da guerra da sucessão espanhola (1702 - 1714), da guerra dos sete anos (1756 - 1763), bem como da terceira invasão francesa (1810 - 1811) que deixou a região em deplorável estado de penúria.

Bandeira portuguesa no 2º reinado de D. Maria II.

Há muito que Castelo Rodrigo vinha perdendo o papel central que desempenhou noutros tempos, tanto no plano militar e geoestratégico para a defesa da região, como a nível social e administrativo. Sintomático desta situação é o facto de os vereadores da câmara se virem instalando na freguesia de Figueira, localidade que catalisava cada vez mais as forças sociais e económicas do concelho. No dia 25 de Junho de 1836, D. Maria II, por carta régia referendada pelo ministro Agostinho José Freire, atribuía a Figueira o foro de vila e, em consequência da reforma do sistema administrativo empreendida por Mouzinho da Silveira a partir de 1832, a sede do concelho transferiu-se finalmente para a nova vila, no dia 6 de Novembro de 1836, com a designação de Figueira de Castelo Rodrigo, servindo esta designação não só para a distinguir de outras vilas com o mesmo nome, mas também para prestar a merecida homenagem à antiga sede.

## Património histórico, arqueológico e arquitetónico
Algodres
- Igreja Matriz, com original Capela do Sagrado Coração de Jesus
- Fonte do Cabeço
- Capela românica Capela do Senhor dos Aflitos, com imagem de Cristo, em estilo barroco
- Estações arqueológicas proto-históricas do Castelo e Santa Bárbara

Almofala
- Ruínas do Templo romano (Torre das Águias)
- Santo André, Capela e miradouro natural
- Cruzeiro Roquilho, do século XVI
- Cruzeiro histórico no Adro da Igreja
- Igreja Matriz

Castelo Rodrigo
- Muralhas
- Ruínas do Palácio Cristovão de Moura
- Igreja Matriz
- Cisterna com porta de arco em ferradura e outra de arco quebrado
- Pelourinho do século XVII
- Chafariz da Casqueira
- Convento Santa Maria de Aguiar, do século XII
- Janelas Manuelinas
- Fonte da Vila
- Miradouro natural da Serra da Marofa
- Ponte sobre o rio Aguiar

Cinco Vilas
- Igreja Matriz
- Capela de S. Julião
- Capela de N.ª S.ª do Pranto
- Estação arqueológica proto-histórica da Palumbeira

Colmeal
- Ruínas da povoação e Solar
- Capela de Nª Srª de Monforte (Quinta do Ruivo)
- Ruínas do Castelo de Monforte
- Igreja dos Luzelos

Escalhão
- Igreja Matriz e teto da sacristia com figuras policromadas
- Ponte romana
- Estação arqueológica do lugar do Castelo
- Miradouro natural do Alto da Sapinha
- Cruzeiro histórico
- Barca D’Alva

Escarigo
- Igreja Matriz com teto mudéjar da capela-mor
- Portal renascentista numa casa da povoação
- Porta e janela manuelina, na antiga albergaria «alminhas», emolduradas com friso manuelino
- Cruz de S. Alvim, de 1673
- Estação arqueológica pré-romana de Fortaleza

Figueira de Castelo Rodrigo
- Igreja Matriz
- Centro Interpretativo da Batalha de Castelo Rodrigo
- Centro Interpretativo Ephraim Bueno
- Azulejos do átrio do edifício da Câmara Municipal
- Capela da Nª Sª da Conceição e toda a sua envolvente
- Capela de São Pedro e Capela Nª Sª das Neves
- Chafariz dos pretos
- Largos Serpa Pinto e Mateus de Castro

Freixeda do Torrão
- Igreja Matriz com o primitivo portal românico
- Altar seiscentista, em pedra trabalhada
- Solar e torre dos Metelos (ruínas)

Mata de Lobos
- Capela de Santa Marinha (ruínas), século XII / XIII
- Igreja Matriz
- Cruz de Pedro Jacques de Magalhães
- Túmulos antropomórficos
- Torre sineira, com acesso
- Cruzeiro histórico

Penha da Águia
- Igreja Matriz, do século XVII
- Ruínas da primitiva Capela de Santa Marinha
- Miradouro natural do cimo do penhasco, que deu o nome à freguesia

Quintã de Pêro Martins
- Igreja Matriz
- Capela de São Sebastião
- Lagar
- Casas de arquitetura tradicional

Reigada
- Igreja Matriz
- Calvário
- Torre do relógio

Vale de Afonsinho
- Igreja Matriz
- Tábuas quinhentistas, policromadas, na sacristia
- Núcleo de arte rupestre da Faia

Vermiosa
- Igreja Matriz
- Teto da sacristia com pinturas do século XVIII
- Ponte romana
- «Casa do Juiz», com porta e janela quinhentistas
- Cruzeiro histórico

Vilar de Amargo
- Igreja Matriz
- Capela da Misericórdia
- Capela de S. Sebastião
- Fonte romana

Vilar Torpim
- Igreja Matriz
- Capela Tumular
- Torre do Relógio
- Solar dos Saraivas, do século XVIII

## Cultura
Em Figueira de Castelo Rodrigo podem ser visitados os seguintes espaços museológicos
- Museu de Artes e Ofícios Francisco Távora;
- Centro Interpretativo Ephraim Bueno;
- Centro Interpretativo da Batalha de Castelo Rodrigo.

## Figuras destacadas
- Mário Varges Gomes (1950 - 2018) - juiz

## Património natural
O município de Figueira de Castelo Rodrigo exprime nas suas características naturais sinais evidentes do contexto geográfico onde se encontra inserido, mas revela, por outro lado, aspetos singulares que merecem ser destacados, tanto no domínio do seu  enquadramento geográfico, como no da sua rede hidrográfica, como ainda na sua constituição orográfica, no seu clima, fauna e flora.
Desde 2010 Figueira de Castelo Rodrigo possui a primeira área protegida privada do país, a Reserva da Faia Brava, gerida pela Associação Transumância e Natureza (ATN). A propriedade tem uma área contínua com 526 ha., nas freguesias de Algodres e Vale de Afonsinho (município de Figueira de Castelo Rodrigo) e freguesia de Cidadelhe (município de Pinhel). A Faia Brava é gerida, exclusivamente, para efeitos de conservação da natureza e da biodiversidade.

### Contexto geográfico

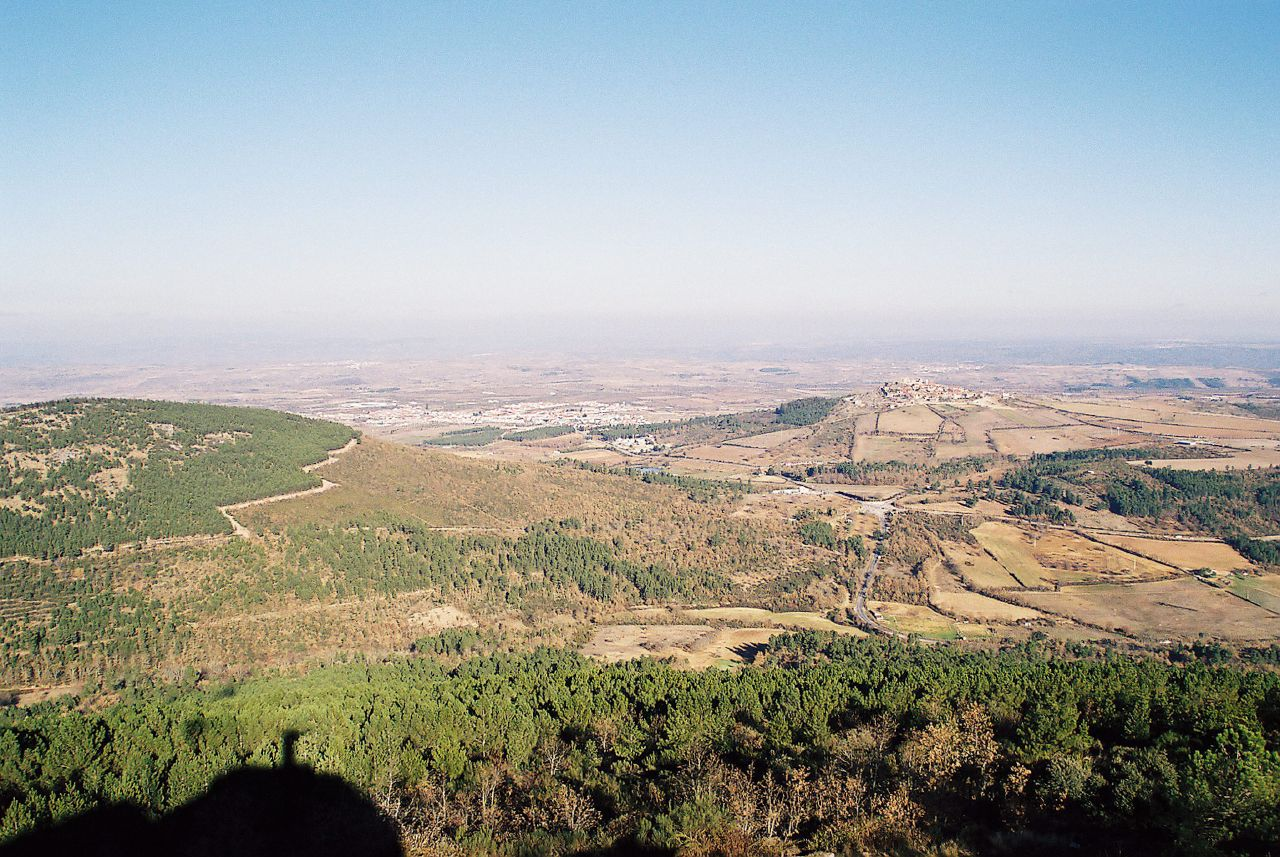
Paisagem natural da serra da Marofa.

Muito da singularidade geográfico-natural  do município de Figueira de Castelo Rodrigo deve-se ao seu enquadramento físico que em termos morfológicos  se caracteriza por um profundo dualismo: Toda a área envolvente é composta pela superfície da Meseta que prolonga, no sector Sul do município, o Planalto de Castela-a-Velha, decrescendo em altitude no sentido de Noroeste, em contraste com a serra da Marofa, que se destaca como um «relevo residual» das assentadas quartzíticas de sentido Este-Oeste, nas quais também se ergue a aldeia histórica de Castelo Rodrigo; o dualismo também se verifica em termos paisagísticos, tanto pela diversidade litológica predominantemente granítica e xistosa, em contraste com os depósitos grosseiros do tipo raña que se encontram no sopé da Marofa, «como pela diversidade climática em que a predominância da vinha, da oliveira, da amendoeira e outras culturas marcadamente mediterrânicas, situadas na área planáltica parecem traduzir uma unidade morfoclimática que já se identifica bastante com a Terra Quente transmontana, por oposição às vertentes da serra da Marofa que pela morfologia, ocupação do solo e disponibilidade de água se aproxima mais da Terra Fria transmontana».

### Orografia
Orograficamente, no extenso planalto que descende desde a serra da Malcata, no Sabugal, até ao Norte de Escalhão e ao rio Douro, destaca-se a serra da Marofa como o ponto mais elevado do município de Figueira de Castelo Rodrigo que, com os seus 977 metros de altitude, oferece uma vista extraordinária sobre toda a região, podendo daí observar-se a olho nu as linhas que constituem a fronteira internacional. Segue-se a colina de Castelo Rodrigo, com 821 metros, e a serra de Nave Redonda, situada na mesma freguesia, com 776 metros. Outros «cabeços» menos destacados, dispersam-se pelas restantes freguesias e não deixam de proporcionar vistas igualmente interessantes.

#### Variação da altitude por freguesias
| Freguesias                  | Altitudes (metros) |
| --------------------------- | ------------------ |
| Algodres                    | 515                |
| Almofala                    | 647                |
| Castelo Rodrigo             | 821                |
| Nave Redonda                | 658                |
| Cinco Vilas                 | 625                |
| Colmeal                     | 539                |
| Bizarril                    | 510                |
| Milheiro                    | 475                |
| Luzelos                     | 525                |
| Escalhão                    | 614                |
| Barca d'Alva                | 142                |
| Escarigo                    | 586                |
| Figueira de Castelo Rodrigo | 727                |
| Freixeda do Torrão          | 587                |
| Mata de Lobos               | 640                |
| Penha da Águia              | 620                |
| Quintã de Pêro Martins      | 520                |
| Reigada                     | 652                |
| Vale de Afonsinho           | 525                |
| Vermiosa                    | 654                |
| Vilar de Amargo             | 636                |
| Vilar Torpim                | 641                |

### Clima

#### Contrastes morfoclimáticos
Havendo no município de Figueira de Castelo Rodrigo um dualismo orográfico bem vincado, constata-se a existência de uma correlação desse dualismo em termos morfoclimáticos, podendo-se distinguir uma zona duriense ou terra quente na faixa setentrional constituída pelos vales e encostas abrigadas do Douro e dos cursos inferiores do Côa e do Águeda,  com uma altitude abaixo dos 500 metros, onde predominam culturas mediterrânicas e com Invernos moderados e Verões extremamente quentes e secos, de uma zona fria, com uma altitude média de 700 metros, constituída pelas vertentes da serra da Marofa, com farto arvoredo, e pelo espaço mais aplanado da faixa meridional do município, de escasso arvoredo, onde os Invernos são frios e longos e os Verões bastante quentes. A transição entre estas duas zonas é gradual, pelo que se considera que entre elas se interpõe uma terceira zona intermédia designada de zona de transição.

#### Caracterização climática
Sem prejuízo daquela visão dicotómica, cujo significado é válido apenas no âmbito morfológico, se tivermos em conta os valores de temperatura e precipitação estudados, conclui-se que o território do município de Figueira de Castelo Rodrigo, no seu todo, se caracteriza por fraca precipitação anual, atingindo valores na ordem dos 500 litros por m² e elevadas amplitudes térmicas anuais, muito em função da existência de verões quentes e secos e de invernos frios e prolongados. A região de Barca de Alva, a Norte de Escalhão, é a mais quente, por força da influência duriense, e, ao mesmo tempo, a que apresenta as maiores amplitudes térmicas anuais, na ordem dos 21 °C.
A queda de neve costuma ocorrer nos meses de Janeiro e Fevereiro, enquanto as geadas podem começar em Dezembro e prolongar-se até Maio. Durante as longas invernias pode ocorrer queda de chuva miúda ou formar-se orvalho, cujo congelamento dá origem a formações de estalactites que pendem dos beirais dos telhados e dos ramos das árvores, a que o vulgo designa de sincelro. Nas vertentes expostas aos ventos do Norte e Leste, que são os dominantes, o frio costuma ser gélido e cortante, o que tem levado, muitas vezes, à generalização da ideia de que toda a região se situa na denominada «Terra Fria».
As variações sazonais são pouco nítidas e as estações intermédias são curtas, podendo formar-se nevoeiro tanto no Outono como na Primavera.

### Hidrografia

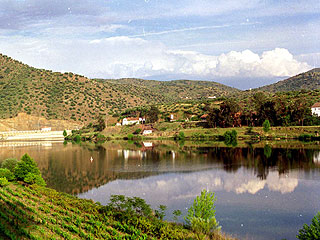
Foz do rio Águeda, em Barca de Alva.

O município de Figueira de Castelo Rodrigo é delimitado a Norte pelo rio Douro, a Este pelo rio Águeda e a ribeira de Tourões, que constituem a sua fronteira internacional, e a Sul e Oeste pelo rio Côa que define a sua fronteira com o município de Pinhel. Outro curso de água de menor expressão é a ribeira de Aguiar, que atravessa o município na direção do Noroeste.
O rio Côa, com um comprimento de 130 km, nasce na serra das Mesas, nos Fóios, freguesia do município do Sabugal e corre no sentido Sul-Norte, desaguando na margem esquerda do rio Douro, junto a Vila Nova de Foz Côa.
O rio Águeda, a que se tem chamado de «irmão gémeo do rio Côa», também nasce na serra das Mesas, próximo da localidade espanhola de Navasfrías, possui a mesma extensão aproximada de 130 km e desagua igualmente no rio Douro junto à freguesia de Barca de Alva.
A ribeira de Tourões nasce em Nave de Haver e é afluente do rio Águeda desaguando num local situado perto dos limites entre as freguesias de Escarigo e Almofala.
A ribeira de Aguiar, também conhecido por rio Seco e assinalada em documentos medievais como «rio Chico», é mais um afluente do rio Douro e nasce no município de Almeida, perto de Vilar Formoso.

### Flora
Para além das culturas olerícolas destinadas ao auto-consumo de muitas famílias e que são, aliás, comuns às restantes regiões do Norte e Centro do país, existe uma variedade de espécies botânicas, sendo as mais conhecidos nos grupos arvense e arbustivo e menos estudadas as espécies herbáceas.

#### Espécies arvenses

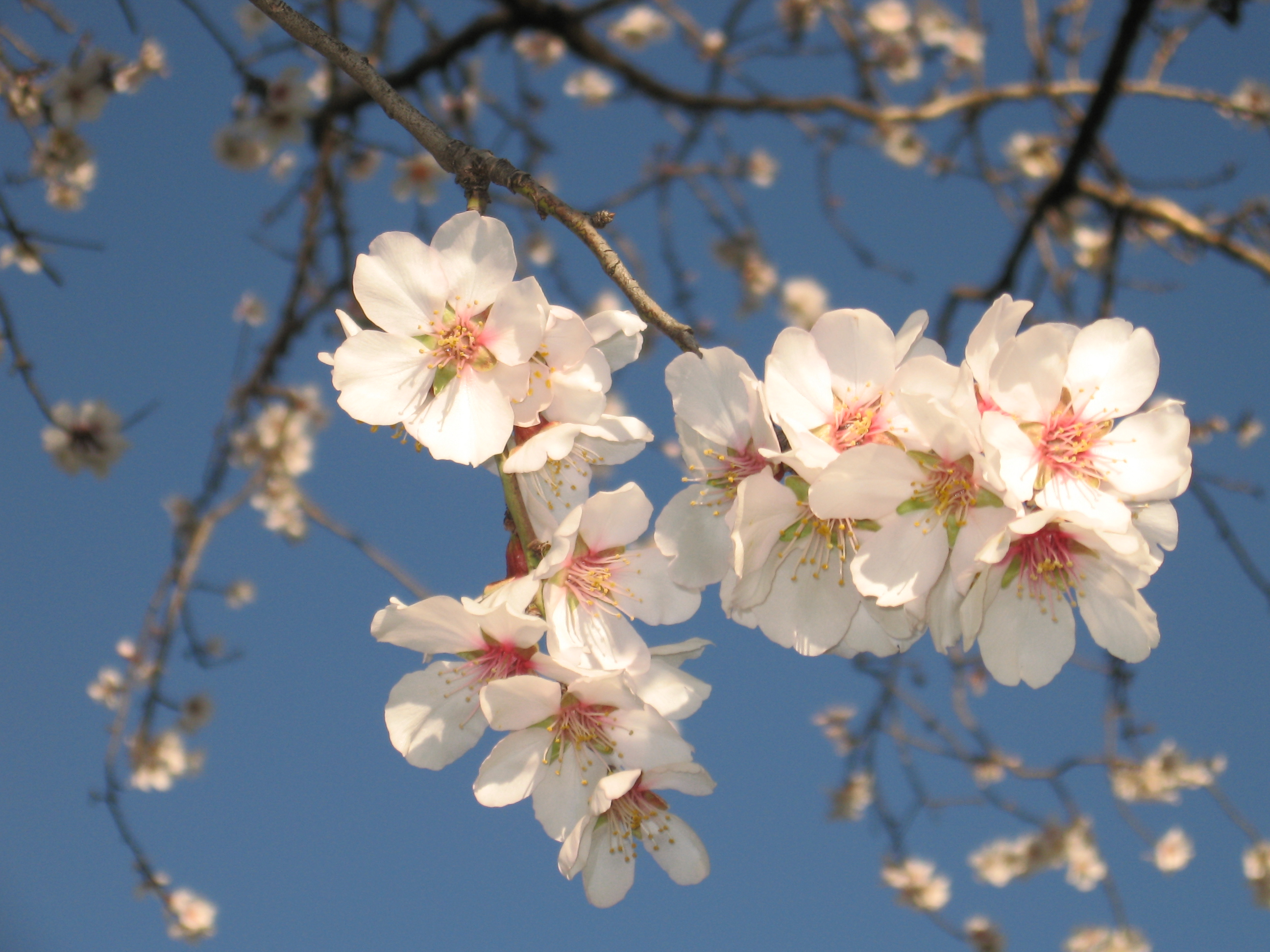
Flor da amendoeira (prunus dulcis).

As explorações vitícolas e oleícolas são as principais fontes de riqueza do município, pelo que a videira (Vitis vinífera) e a oliveira (Olea europaea) são as plantas predominantes da sua flora agrícola cuja zona de implantação por excelência é a zona duriense com um clima continental de feição mediterrânica e solos derivados do xisto e uma paisagem natural de vales íngremes há muito modificada e transformada em socalcos. A figueira (Ficus carica) e a amendoeira (Prunus dulcis), adquire aí também alguma expressão. Nas arribas do vale do Águeda aquelas culturas coexistem com uma vegetação natural constituída por bosques de zimbro (Juniperus oxycedrus) e por azinheiras (Quercus rotundifolia), enquanto na área planáltica que estende para Sul, em locais marcadamente mediterrânicos, proliferam azinhais e sobreirais (Quercus suber) de mistura com zimbros, e, em locais mais temperados existem carvalhais de carvalho-negral(Quercus pyrenaica). O pinheiro (Pinus pinaster) e, com menor expressão, o castanheiro (Castanea sativa) são outros exemplos da cultura arvense e distribuem-se um pouco por todo o restante espaço do município, formando algumas manchas florestais distintas, à exceção da área constituída pelas freguesias de Vale de Afonsinho, Algodres e Vilar de Amargo, devido à elevada concentração de monólitos de granito. Ainda com uma existência mais rara, assinala-se a presença do freixo (Fraxinus Angustofila) e do choupo (Populus sp.). Das espécies arvenses existentes no município cabe ainda apontar as árvores de fruto, designadamente a pereira e o pessegueiro, que são na maior parte dos casos integrados em explorações mistas de sequeiro nas vinhas e olivais, a macieira que chega a constituir grandes pomares de exploração comercial, o marmeleiro, com maior representatividade no extremo Nordeste, nomeadamente em Escalhão, e a laranjeira, na região de Barca de Alva, onde o clima mediterrânico proporciona a implantação de extensos laranjais e se colhem laranjas de excelente qualidade.

#### Espécies arbustivas e herbáceas
Relativamente às espécies botânicas arbustivas de maior expressão, destacam-se as espécies do tipo de «mato algarvio», tais como a giesta (Cytisus striatus), a esteva, a urze e o tojo.
Existe ainda uma grande variedade de espécies herbáceas em estado selvagem que sobreviveram do primitivo manto vegetal natural.

### Fauna
A pecuária tem resistido a muito custo no município, sobretudo através da criação de gado transumante com mais expressão na exploração de rebanhos de ovelhas do que de cabras, o que tem assegurado a sobrevivência da empresa Lacticínios da Marofa que continua a produzir queijos de reconhecida qualidade. Os animais domésticos, de um modo geral, são comuns aos que existem no resto do país, sendo na  fauna selvagem que o município de Figueira de Castelo Rodrigo merece referências especiais. As principais espécies cinegéticas são a perdiz-vermelha (Alectoris ruf), a rola-brava (Streptopelia turtur) e, com menos representatividade, o pombo-bravo (Columba Oenas) no que respeita à avifauna; o coelho (Oryctolagus cuniculus),  e a lebre (Lepus europaeus), no que toca aos mamíferos.

#### Aves aquáticas

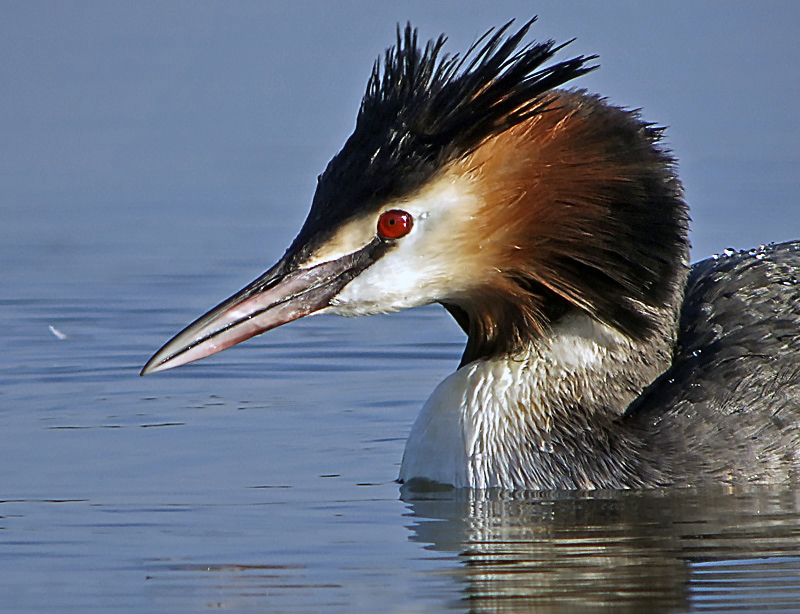
Mergulhão-de-crista, Podiceps cristatus.

Nos ambientes áridos e rochosos da zona duriense observa-se a existência de uma grande variedades de aves  aquáticas, rupícolas e florestais que se congregam ou se dispersam, de acordo com a sua natureza, em habitats localizáveis nos vales do Douro e do Águeda, particularmente na região de Almofala.
A albufeira de Santa Maria de Aguiar, com apenas três décadas de existência, localizada no limite ocidental daquela freguesia, transformou-se num paraíso da avifauna, onde é possível observar-se um número considerável de espécies protegidas de aves aquáticas, tais como o mergulhão-de-crista (Podiceps cristatus), o corvo-marinho-de-faces-brancas (Phalacrocorax carbo), o pato-real (Anas platyrhynchos) e a garça-real (Ardea cinerea). Nas margens da albufeira pode-se observar também algumas limícolas, mais frequentemente o maçarico-das-rochas (Actitis hypoleucos). No caniçal existente a jusante da albufeira avistam-se o rouxinol-grande-dos-caniços (Acrocephalus arundinaceus) e a felosa-poliglota (Hippolais polyglotta). A pega-azul (Cyanopica cyanus) e a tordoveia (Turdus viscivorus) também frequentam esta região.

#### Aves rupícolas

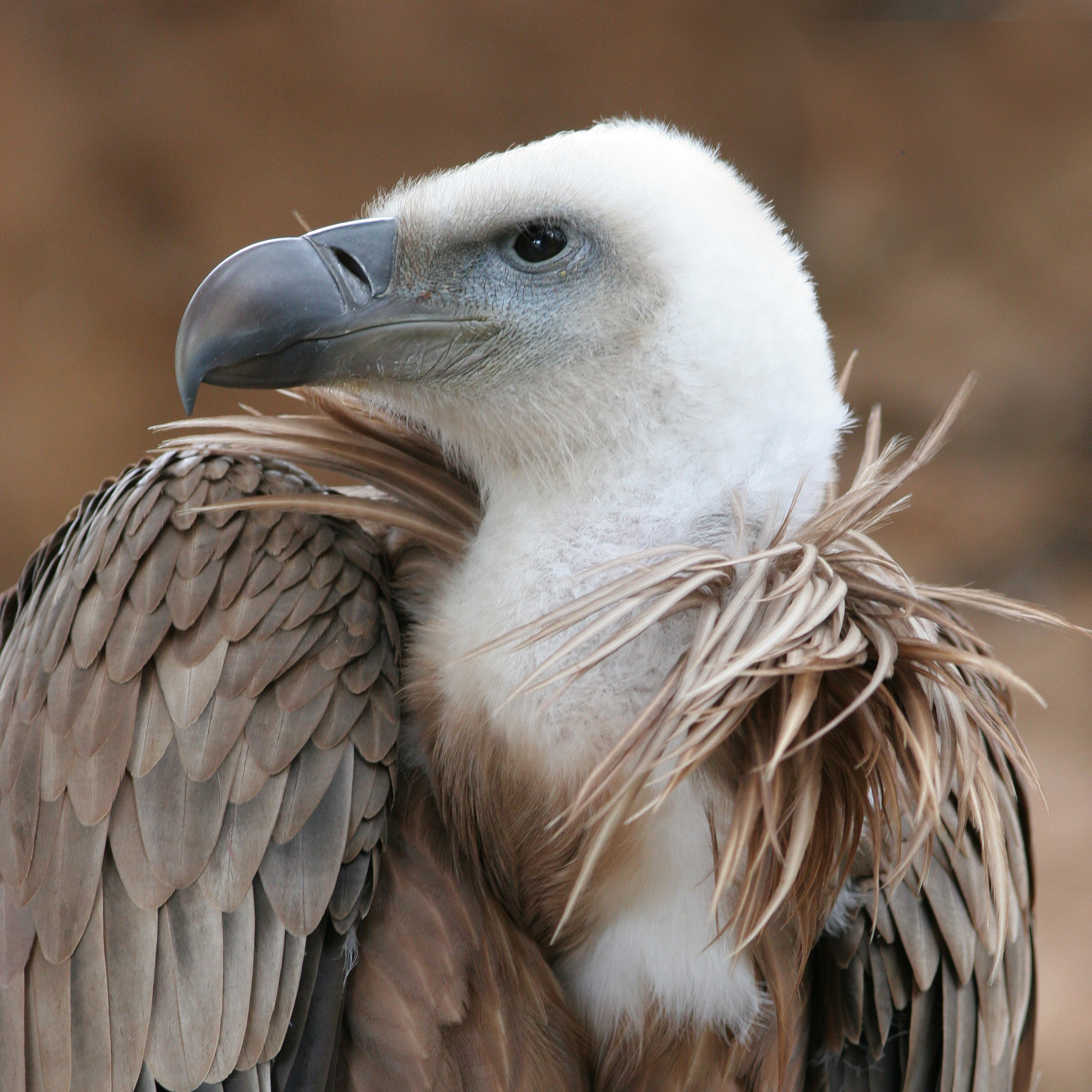
Grifo, Gyps fulvus.

De entre as aves rupícolas observáveis na albufeira de Santa Maria de Aguiar ou nas imediações contam-se o grifo (Gyps fulvus), a águia-cobreira (Circaetus gallicus), a águia-calçada (Hieraaetus pennatus) e o milhafre-preto (Milvus migrans) que também pode ser visto em voos rasantes sobre as águas. Outras aves rupícolas identificadas na zona duriense e parte setentrional do município de Figueira de Castelo Rodrigo são a cegonha-preta (Ciconia nigra), o abutre do Egipto (Neophron percnopterus), a águia-real (Aquila chrysaetos), a águia de Bonelli (Hieraaetus fasciatus), o falcão-peregrino (Falco peregrinus), o bufo-real (Bubo bubo), o andorinhão-real (Tachymarptis melb), a gralha-de-bico-vermelho (Pyrrhocorax pyrrhocorax) e o chasco-preto (Oenanthe leucura). Outras aves, talvez menos exuberantes,  que também podem ser avistadas numa grande parte da região são o melro-azul (Monticola solitarius), a gralha-de-nuca-cinzenta (Corvus monedula), o corvo (Corvus corax), a andorinha-das-rochas (Ptyonoprogne rupestris) e o pombo-das-rochas (Columba livia).

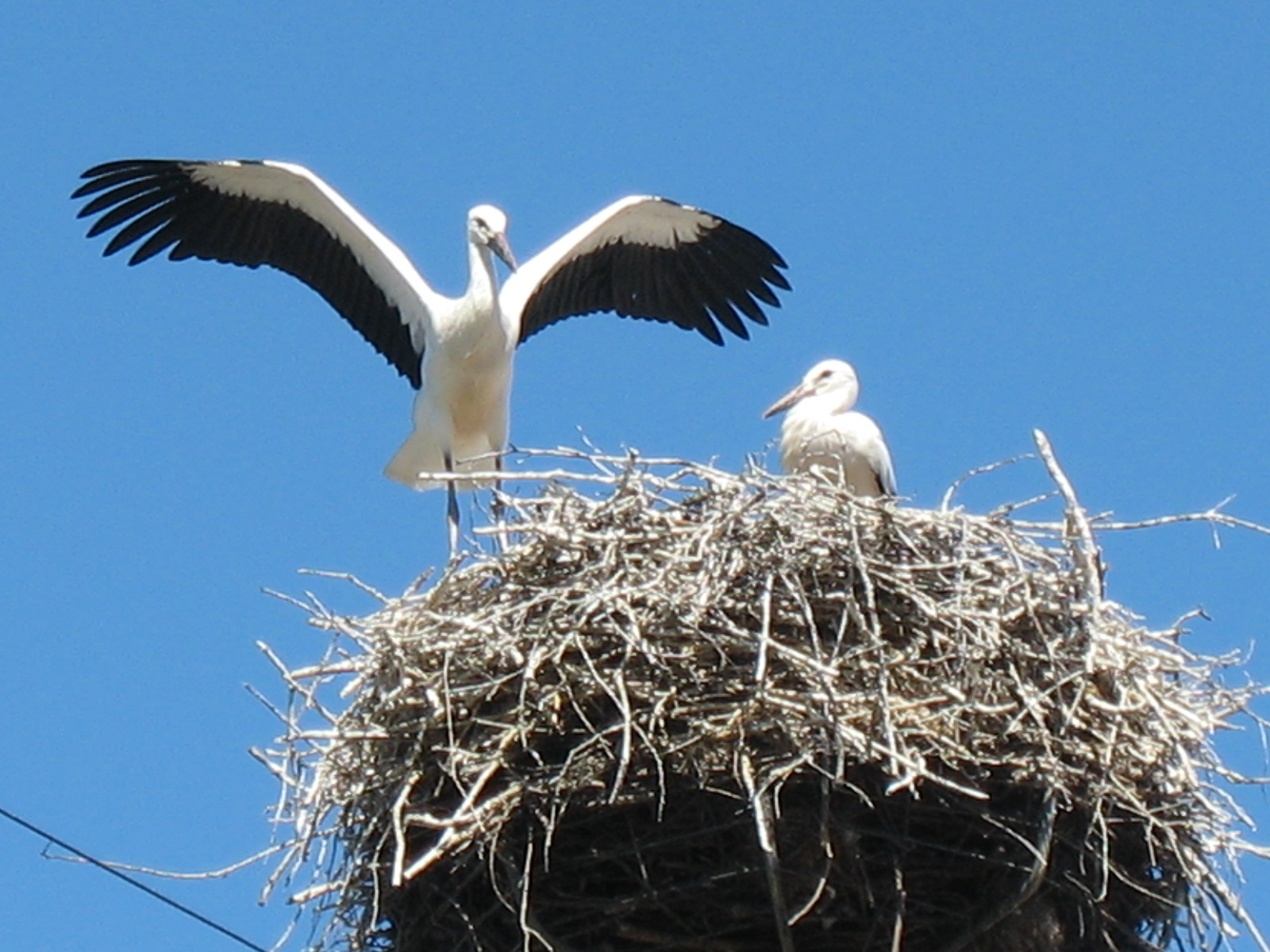
Cegonha-branca, Ciconia ciconia.

A partir do mês de Fevereiro assiste-se à chegada da cegonha branca (Ciconia ciconia). Trata-se de uma ave migratória historicamente emblemática e muito acarinhada pela população do município. Dezenas de aves desta espécie instalam-se, todos os anos, em vários pontos do município para nidificar. Em 2004 Figueira de Castelo Rodrigo foi o terceiro município do distrito da Guarda com maior população de cegonhas-brancas, assinalando-se a ocupação de 24 ninhos, a seguir ao município de Almeida, com 47 ninhos ocupados, e ao município de Sabugal, com 26. O número de ninhos ocupados foi da ordem dos 92,8%, atingindo-se uma densidade de 4,72 ninhos ocupados por km², o que representa um aumento de 26% relativamente ao ano de 1994. A maior parte dos suportes dos ninhos ocupados são arbóreos, principalmente freixos e choupos, mas existe um número considerável deles sobre construções humanas, com destaque para as torres das igrejas e um número mais reduzido sobre postes.

#### Aves florestais
As aves florestais mais protegidas por se encontrarem classificadas como espécies ameaçadas são o milhafre-real (Milvus milvus), cuja população tem crescido bastante, o açor (Accipiter gentilis), a felosa-de-bonelli (Phylloscopus bonelli) e o mocho-de-orelhas (Otus scops).

#### Aves estepárias
Nos campos cultivados de cereal podemos encontrar aves estepárias como o sisão (Tetrax tetrax), o alcaravão (Burhinus oedicnemus), a calhandra (Melanocorypha calandra), a calhandrinha (Calandrella brachydactyla), o tartaranhão-caçador (Circus pygargus) e a petinha-dos-campos (Anthus campestris) que aí costuma hibernar.

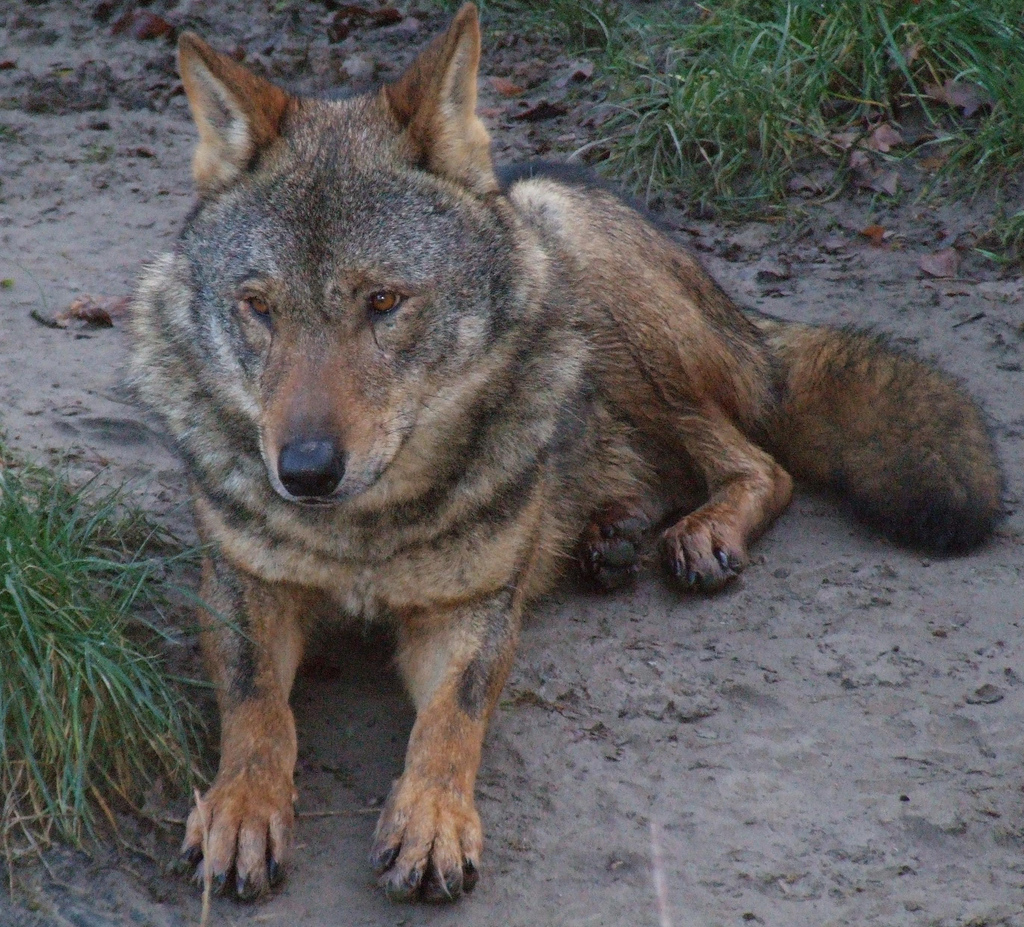
Lobo ibérico, Canis lupus signatus.

#### Mamíferos
Para além dos mamíferos cinegéticos já mencionados, nos lameiros, terrenos de cereal e vinhedos rodeados por sebes arbóreas, que se encontram na zona do planalto, refugiam-se várias espécies de mamíferos tais como o lobo (Canis lupus), o corço (Capreolus capreolus), o gato-bravo (Felis silvestris), o rato-de-cabrera (Microtus cabrerae) e o Javali (Sus scrofa).Também se assinala nesse habitat a presença da geneta (Genetta genetta). Nas grutas naturais existem colónias de morcegos cavernícolas que escolhem esse locais para procriar ou hibernar. Todas estas espécies possuem elevado estatuto de conservação.

#### Répteis e anfíbios
Existe numa larga extensão da região do município grande variedade de répteis e anfíbios sendo os mais conhecidos a cobra-rateira, a cobra-de-escada, a cobra-de-ferradura, o lagarto-comum ou Sardão, a lagartixa-do-mato, a lagartixa-de-dedos-denteados, a cobra-de-água-viperina, o cágado, a salamandra-de-costelas-salientes, a salamandra-de-pintas-amarelas, o tritão-de-ventre-laranja, o tritão-marmoreado, o sapo-parteiro, o sapo-comum, o sapo-corredor, a rela e o sapo-de-unha-negra. O cágado-de-carapaça-estriada (Emys orbicularis) e a víbora-cornuda (Vipera lataste) são consideradas neste grupo como espécies ameaçadas.

#### Peixes

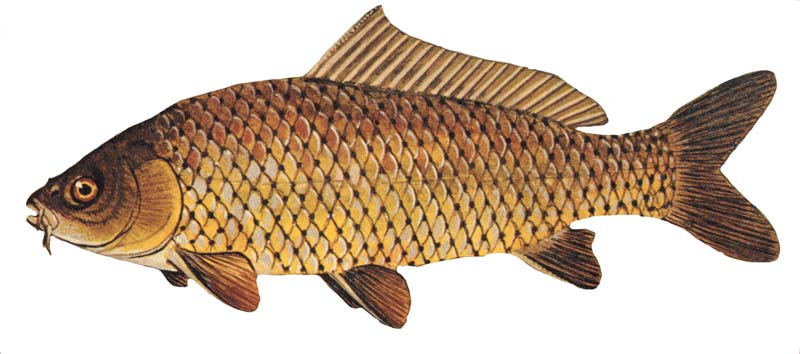
Carpa, Cyprinus carpio.

Há muito que a enguia, o barbo, a boga e o robalo são referidas pela população comum como espécies abundantes nos rios e ribeiras do município  e reconhecidas como recursos essenciais para a sua alimentação. Atualmente, estudos científicos realizados na área do Parque Natural do Douro Internacional revelam que o grupo das espécies de peixes presentes sofreu nas últimas décadas alterações no seu número e composição, pelo que das 14 espécies identificadas nas águas do Alto Douro e seus afluentes confirma-se a existência do barbo-comum, da boga-de-boca-direita,  do escalo, da carpa, do pimpão, do lúcio, da perca-sol , da truta-arco-íris e da achigã. A panjorca (Chondrostoma arcasii) encontra-se em perigo de extinção e o barbo-comum (Barbus bocagei), a boga-do-norte (Chondrostoma duriense) e o escalo do Norte (Squalius carolitertii) também se incluem entre as espécies protegidas.

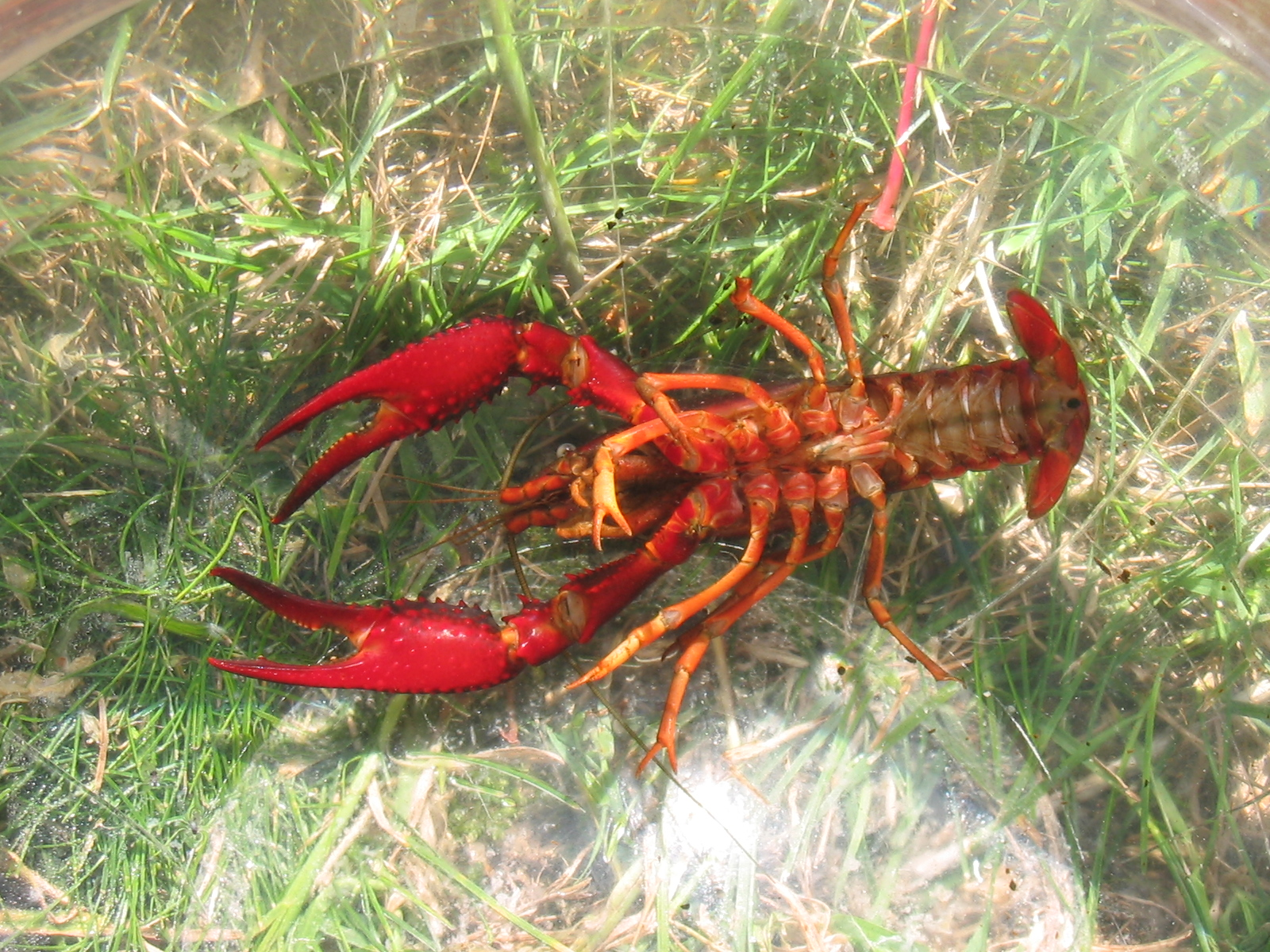
Lagostim-vermelho, Procambarus clarkii.

#### Invertebrados
Constituído por insetos, anelídeos, aracnídeos e crustáceos, é o grupo menos estudado nesta região, ainda que, ironicamente, se reconheça ser de grande diversidade. São destacados, pela sua abundância e aparência estética, a aranha do Género Argiope, de padrão amarelo, o Escorpião ou Lacrau (Bhus occithanus) e as centopeias, sendo estas muito numerosas nos terrenos pedregosos. Os lagostins são também muito conhecidos na área duriense, cuja espécie autóctone, o Lagostim-de-patas-brancas (Austropotamobius pallipes) tem sido considerada como extinta, mas o lagostim-vermelho (Procambarus clarkii), originário dos Estados Unidos, tem vindo a expandir-se por toda a área.

## Geminações
A vila de Figueira de Castelo Rodrigo está geminada com as seguintes cidades:
- Wissous, Essonne, França